# Thomas J. Sargent
Thomas John "Tom" Sargent (Pasadena (California), 19 de julio de 1943) es un economista estadounidense.
Especializado en los campos de la macroeconomía, la economía monetaria y la econometría. Es conocido como uno de los líderes de la revolución de las expectativas racionales y como autor de numerosos trabajos pioneros. Junto a Neil Wallace desarrolló la caracterización de la estabilidad de "punto de silla de montar" del equilibrio de las expectativas racionales. En 2011 ocupó el lugar 17º entre los economistas más citados del mundo. El 10 de octubre de 2011 Sargent, junto a Christopher A. Sims, fue laureado con el Premio del Banco de Suecia en Ciencias Económicas en memoria de Alfred Nobel.

## Carrera académica
Sargent obtuvo su Bachelor of Arts en la Universidad de California en Berkeley en 1964, siendo distinguido con la medalla al alumno más destacado de la generación 1964. Obtuvo su Ph.D. en la Universidad de Harvard en 1968. Fue profesor en la Universidad de Pensilvania (1970–1971), la Universidad de Minnesota (1971–1987), la Universidad de Chicago (1991–1998), la Universidad de Stanford (1998–2002) y la Universidad de Princeton (2009). Actualmente es Profesor Berkley de Economía y Negocios en la Universidad de Nueva York. Es miembro de la Econometric Society desde 1976. En 1983 Sargent fue elegido miembro de la Academia Americana de Artes y Ciencias. Es miembro senior de la Institución Hoover en la Universidad de Stanford desde 1987.
En 2011 Sargent fue galardonado con el Premio a la Reseña Científica de la Academia Nacional de Ciencias de los Estados Unidos y, en septiembre, se convirtió en el ganador del Premio CME Group-MSRI 2011 en Aplicaciones Cuantitativas Innovadoras.
Sargent es conocido como un maestro dedicado. Entre sus alumnos de doctorado están hombres y mujeres a la vanguardia de la investigación macroeconómica. El grupo de lectura de Sargent en Stanford y NYU es una institución famosa entre estudiantes graduados en economía.
En 2016, Sargent ayudó a fundar el proyecto sin fines de lucro QuantEcon, dedicado al desarrollo y documentación de herramientas computacionales modernas de código abierto para economía, econometría y toma de decisiones.

## Contribuciones profesionales
Sargent es uno de los líderes de la "revolución de las expectativas racionales", que sostiene que la gente que está siendo modelada por los economistas puede predecir el futuro, o la probabilidad de resultados futuros, al menos tan bien como el economista puede con su modelo. Las expectativas racionales se introdujeron en la economía por John Muth, luego Robert Lucas, Jr., y Edward C. Prescott las llevaron mucho más lejos. Por algunas obras escritas en estrecha colaboración con Lucas y Neil Wallace, Thomas J. Sargent pudo contribuir fundamentalmente a la evolución de la nueva macroeconomía clásica.
Las principales contribuciones de Sargent a las expectativas racionales fueron las siguientes:
- Trazan las implicaciones de las expectativas racionales, con Wallace, para instrumentos alternativos de política monetaria y reglas sobre la estabilidad del producto y la determinación del precio.
- Ayudan a que la teoría de las expectativas racionales sea estadísticamente operativa.[10]
- Proporcionan algunos ejemplos tempranos de modelos de expectativas racionales de la curva de Phillips, la estructura a plazo de las tasas de interés y la demanda de dinero durante las hiperinflaciones.[11][12][13][14]
- Analizan, junto con Wallace, las dimensiones a lo largo de las cuales la política monetaria y fiscal debe ser coordinada intertemporalmente.
- Llevan a cabo varios estudios históricos que ponen en marcha el razonamiento de las expectativas racionales para explicar las consecuencias de cambios dramáticos en los regímenes de política macroeconómica.[15]

En 1975 él y Wallace introdujeron la propuesta de ineficacia política, que refutaba una suposición básica de la economía keynesiana.
Sargent pasó después a refinar o extender el razonamiento de las expectativas racionales:
- Estudiando las condiciones bajo las cuales los sistemas con racionalidad limitada de agentes y aprendices adaptativos convergen a expectativas racionales.[16][17]
- Utilizando la noción de un equilibrio de auto-confirmación, una noción más débil de las expectativas racionales sugeridas por los límites de los modelos de aprendizaje.
- Estudiando contextos con Lars Peter Hansen en el que los tomadores de decisiones no confían en su modelo de probabilidad. En particular, Hansen y Sargent contribuyen a adaptar y extender los métodos de la robusta teoría de control.

Sargent también ha sido pionero en la introducción de la economía recursiva al estudio académico, especialmente para temas macroeconómicos como el desempleo, la política fiscal y monetaria y el crecimiento. Su serie de libros de texto, de coautor con Lars Ljungqvist, son seminales en el currículo contemporáneo de economía de posgrado.
Sargent ha llevado a cabo un programa de investigación con Ljungqvist diseñado para comprender los determinantes de las diferencias en los resultados del desempleo en Europa y los Estados Unidos durante los últimos 30 años. Las dos preguntas clave del programa son por qué, en los años cincuenta y sesenta, el desempleo era sistemáticamente más bajo en Europa que en Estados Unidos y por qué, durante dos décadas y media después de 1980, el desempleo era sistemáticamente más alto en Europa que en Estados Unidos. En su obra "Dos preguntas sobre el desempleo europeo", la respuesta es que "Europa tiene una mayor protección del empleo a pesar de haber recibido una indemnización de desempleo más generosa". "Si bien las diferencias institucionales permanecieron igual durante este período, el entorno microeconómico para los trabajadores cambió, con un mayor riesgo de depreciación del capital humano en los años ochenta.

## Publicaciones
- Sargent, Thomas J. (1971). «A Note on the Accelerationist Controversy». Journal of Money, Credit and Banking (Blackwell Publishing) 3 (3): 721-25. JSTOR 1991369. doi:10.2307/1991369.
- Sargent, Thomas J. y Neil Wallace (1973). «The Stability of Models of Money and Growth with Perfect Foresight». Econometrica (The Econometric Society) 41 (6): 1043-48. JSTOR 1914034. doi:10.2307/1914034.
- Sargent, Thomas J. (1979, 1987). Macroeconomic Theory. New York: Academic Press. ISBN 0-126-19750-4.
- Sargent, Thomas J. y Lars P. Hansen (1980). «Formulating and Estimating Dynamic Linear Rational Expectations Models». Journal of Economic Dynamics and Control 2 (1): 7-46. doi:10.1016/0165-1889(80)90049-4.
- Sargent, Thomas J. y Neil Wallace (1981). «Some Unpleasant Monetarist Arithmetic». Federal Reserve Bank of Minneapolis Quarterly Review 5 (3): 1-17.
- Sargent, Thomas J. (1983) (1983). «The Ends of Four Big Inflations». Inflation: Causes and Effects, ed. by Robert E. Hall, University of Chicago Press, for the NBER.
- Sargent, Thomas J. (1987). Dynamic Macroeconomic Theory. Harvard University Press. ISBN 0-674-21877-9.
- Sargent, Thomas J. y Albert Marcet (1989). «Convergence of Least Squares Learning Mechanisms in Self-Referential Linear Stochastic Models». Journal of Economic Theory 48 (2).
- Sargent, Thomas J. y Albert Marcet (1989). «Convergence of Least Squares Learning in Environments with Hidden State Variables and Private Information». Journal of Political Economy 97 (6): 251. doi:10.1086/261603.
- Sargent, Thomas J. y Lars Ljungqvist (2000, 2004). Recursive Macroeconomic Theory. MIT Press. ISBN 0-262-12274-X.
- Sargent, Thomas J. y Lars Hansen (2001). «Robust Control and Model Uncertainty». American Economic Review 91 (2): 60-66. doi:10.1257/aer.91.2.60.